# Colombia en la Copa Mundial de Fútbol de 2014
La Selección de fútbol de Colombia fue uno de los 32 equipos que participó en la Copa Mundial de Fútbol de 2014, realizándose en Brasil entre los días 12 de junio y 13 de julio de dicho año. La Tricolor regresó a la segunda fase de una Copa Mundial de Fútbol tras dieciséis años de ausencia en el máximo certamen orbital, siendo la edición de 1998 su última participación.
Colombia fue el segundo seleccionado de la Confederación Sudamericana de Fútbol en clasificarse al mundial, tras Argentina. La selección de Brasil; consiguió su cupo al ser la organizadora del torneo. Colombia consiguió su cupo el 11 de octubre de 2013, tras empatar como local 3-3 con Chile en la penúltima fecha de las Eliminatorias de Conmebol. El combinado colombiano finalizó la competición en el segundo puesto de la tabla, con treinta puntos, detrás de Argentina, y consiguió de esta forma su clasificación a la fase final de manera directa; además, fue cabeza de serie del Sorteo de la Copa Mundial de Fútbol de 2014 tras finalizar cuarto (4.º) en el escalafón de selecciones de la FIFA del mes de octubre.
El 4 de diciembre de 2013, se llevó a cabo el sorteo de la fase de grupos del campeonato en Costa de Sauípe, Salvador de Bahía, en Brasil, donde en dicho evento se determinó la ubicación de Colombia en el Grupo C junto a los equipos de Grecia, Japón y Costa de Marfil. La convocatoria definitiva de los 23 jugadores que representan a Colombia en el mundial estuvo marcada por la ausencia de varios jugadores lesionados que fueron claves en las eliminatorias como Radamel Falcao García, Aldo Leão Ramírez, Luis Amaranto Perea y Edwin Valencia. y la desafectación de Luis Fernando Muriel, lesiones que preocuparon, pero que no le quitaron el ímpetu a una selección revelación e histórica. José Pekerman vinculó a nuevos jugadores como Adrián Ramos, Víctor Ibarbo, Santiago Arias, Eder Álvarez Balanta, Alexander Mejía y Carlos Carbonero.
La participación de Colombia en el mundial tuvo su mejor inicio con una victoria ante Grecia por 3-0 con anotaciones de Pablo Armero, Teófilo Gutiérrez y James Rodríguez. Posteriormente, llegó el triunfo ante Costa de Marfil por 2-1 y finalmente cerró la primera fase con la victoria ante Japón por 4-1, logrando 9 puntos para clasificarse a octavos de final como primero del grupo C. En el último partido de la primera ronda ante Japón, el portero Faryd Mondragón ingresó al terreno de juego a los 85 minutos, obteniendo el récord del jugador más veterano en participar en la historia de los Mundiales de Fútbol. En octavos de final Colombia enfrentó a Uruguay, logrando superarlo con dos goles de James Rodríguez. Finalmente se encontró con la selección local en cuartos de final, perdiendo por 2-1. Con este resultado cerró la mejor participación de Colombia en un mundial de fútbol hasta la fecha, en la que ocupó el quinto puesto final, al sumar por primera vez cuatro victorias consecutivas y una diferencia positiva de 8 goles. Es de destacar que con 6 goles anotados, el volante James Rodríguez ocupó el primer lugar en la tabla de goleadores del Mundial, consolidándose como ganador del Botín de Oro del Mundial. Su primer gol en el partido contra Uruguay fue destacado como el mejor gol del campeonato por votación de los usuarios de la página de la FIFA. Adicionalmente al finalizar el Mundial, la FIFA otorgó a Colombia el Premio al Juego Limpio del campeonato.

## Clasificación

### Proceso de clasificación
Colombia selló su clasificación, con un partido de anticipación, al empatar a 3 goles con la selección de Chile en la fecha 17 de las eliminatorias sudamericanas. Culminó su participación en el segundo lugar logrando así su mejor posición desde que el torneo se disputa con un formato de todos contra todos.

### Tabla de posiciones
| Equipo    | Pts. | PJ | PG | PE | PP | GF | GC | Dif. |
| --------- | ---- | -- | -- | -- | -- | -- | -- | ---- |
| Argentina | 32   | 16 | 9  | 5  | 2  | 35 | 15 | 20   |
| Colombia  | 30   | 16 | 9  | 3  | 4  | 27 | 13 | 14   |
| Chile     | 28   | 16 | 9  | 1  | 6  | 29 | 25 | 4    |
| Ecuador   | 25   | 16 | 7  | 4  | 5  | 20 | 16 | 4    |
| Uruguay   | 25   | 16 | 7  | 4  | 5  | 25 | 25 | 0    |
| Venezuela | 20   | 16 | 5  | 5  | 6  | 14 | 20 | -6   |
| Perú      | 15   | 16 | 4  | 3  | 9  | 17 | 26 | -9   |
| Bolivia   | 12   | 16 | 2  | 6  | 8  | 17 | 30 | -13  |
| Paraguay  | 12   | 16 | 3  | 3  | 10 | 17 | 31 | -14  |

### Partidos

#### Primera vuelta
- Nota: En la jornada 1, la Selección Colombia fue el equipo libre, por lo tanto no disputó partido.

| Jornada   | Fecha                    | Estadio                     | Local        |                     | Resultado                                                          |                      | Visitante    |
| --------- | ------------------------ | --------------------------- | ------------ | ------------------- | ------------------------------------------------------------------ | -------------------- | ------------ |
| Jornada 2 | 11 de octubre de 2011    | Hernando Siles, La Paz      | Bolivia      | Bandera de Bolivia  | 1:2 (0:0) Archivado el 29 de diciembre de 2011 en Wayback Machine. | Bandera de Colombia  | Colombia 4.º |
| Jornada 3 | 11 de noviembre de 2011  | Metropolitano, Barranquilla | 3.º Colombia | Bandera de Colombia | 1:1 (1:0) Archivado el 2 de diciembre de 2012 en Wayback Machine.  | Bandera de Venezuela | Venezuela    |
| Jornada 4 | 15 de noviembre de 2011  | Metropolitano, Barranquilla | 6.º Colombia | Bandera de Colombia | 1:2 (1:0) Archivado el 2 de diciembre de 2012 en Wayback Machine.  | Bandera de Argentina | Argentina    |
| Jornada 5 | 3 de junio de 2012       | Nacional del Perú, Lima     | Perú         | Bandera de Perú     | 0:1 (0:0) Archivado el 7 de enero de 2013 en Wayback Machine.      | Bandera de Colombia  | Colombia 5.º |
| Jornada 6 | 10 de junio de 2012      | Olímpico Atahualpa, Quito   | Ecuador      | Bandera de Ecuador  | 1:0 (0:0) Archivado el 15 de junio de 2013 en Wayback Machine.     | Bandera de Colombia  | Colombia 6.º |
| Jornada 7 | 7 de septiembre de 2012  | Metropolitano, Barranquilla | 5.º Colombia | Bandera de Colombia | 4:0 (1:0) Archivado el 15 de junio de 2013 en Wayback Machine.     | Bandera de Uruguay   | Uruguay      |
| Jornada 8 | 11 de septiembre de 2012 | Monumental, Santiago        | Chile        | Bandera de Chile    | 1:3 (1:0) Archivado el 15 de junio de 2013 en Wayback Machine.     | Bandera de Colombia  | Colombia 2.º |
| Jornada 9 | 12 de octubre de 2012    | Metropolitano, Barranquilla | 2.º Colombia | Bandera de Colombia | 2:0 (0:0) Archivado el 15 de junio de 2013 en Wayback Machine.     | Bandera de Paraguay  | Paraguay     |

#### Segunda vuelta
- Nota: En la jornada 10, la Selección Colombia fue el equipo libre, por lo tanto no disputó partido.

| Jornada    | Fecha                    | Estadio                        | Local        |                      | Resultado                                                           |                     | Visitante    |
| ---------- | ------------------------ | ------------------------------ | ------------ | -------------------- | ------------------------------------------------------------------- | ------------------- | ------------ |
| Jornada 11 | 22 de marzo de 2013      | Metropolitano, Barranquilla    | 2.º Colombia | Bandera de Colombia  | 5:0 (1:0) Archivado el 28 de marzo de 2013 en Wayback Machine.      | Bandera de Bolivia  | Bolivia      |
| Jornada 12 | 26 de marzo de 2013      | Cachamay, Ciudad Guayana       | Venezuela    | Bandera de Venezuela | 1:0 (1:0) Archivado el 6 de abril de 2013 en Wayback Machine.       | Bandera de Colombia | Colombia 3.º |
| Jornada 13 | 7 de junio de 2013       | «Monumental», Buenos Aires     | Argentina    | Bandera de Argentina | 0:0 Archivado el 15 de junio de 2013 en Wayback Machine.            | Bandera de Colombia | Colombia 2.º |
| Jornada 14 | 11 de junio de 2013      | Metropolitano, Barranquilla    | 2.º Colombia | Bandera de Colombia  | 2:0 (2:0) Archivado el 15 de junio de 2013 en Wayback Machine.      | Bandera de Perú     | Perú         |
| Jornada 15 | 6 de septiembre de 2013  | Metropolitano, Barranquilla    | 2.º Colombia | Bandera de Colombia  | 1:0 (1:0) Archivado el 21 de octubre de 2013 en Wayback Machine.    | Bandera de Ecuador  | Ecuador      |
| Jornada 16 | 10 de septiembre de 2013 | Centenario, Montevideo         | Uruguay      | Bandera de Uruguay   | 2:0 (0:0) Archivado el 22 de septiembre de 2013 en Wayback Machine. | Bandera de Colombia | Colombia 2.º |
| Jornada 17 | 11 de octubre de 2013    | Metropolitano, Barranquilla    | 2.º Colombia | Bandera de Colombia  | 3:3 (0:3) Archivado el 13 de octubre de 2013 en Wayback Machine.    | Bandera de Chile    | Chile        |
| Jornada 18 | 15 de octubre de 2013    | Defensores del Chaco, Asunción | Paraguay     | Bandera de Paraguay  | 1:2 (1:1) Archivado el 20 de octubre de 2013 en Wayback Machine.    | Bandera de Colombia | Colombia 2.º |

### Goleadores
| Jugador               | Goles anotados | PJ | Minutos jugados |
| --------------------- | -------------- | -- | --------------- |
| Radamel Falcao García | 9              | 13 | 1091'           |
| Teófilo Gutiérrez     | 6              | 11 | 859'            |
| James Rodríguez       | 3              | 15 | 1261'           |
| Dorlan Pabón          | 2              | 5  | 378'            |
| Mario Alberto Yepes   | 2              | 12 | 1035            |
| Carlos Valdés         | 1              | 5  | 424'            |
| Freddy Guarín         | 1              | 9  | 520'            |
| Macnelly Torres       | 1              | 9  | 637'            |
| Camilo Zúñiga         | 1              | 12 | 1046'           |
| Pablo Armero          | 1              | 15 | 1273'           |

### Asistentes
| Jugador                 | Asistencias | Partidos |
| ----------------------- | ----------- | -------- |
| James Rodríguez         | 5           | 15       |
| Pablo Armero            | 3           | 15       |
| Aldo Leão Ramírez       | 2           | 8        |
| Macnelly Torres         | 2           | 9        |
| Radamel Falcao García   | 2           | 13       |
| Juan Guillermo Cuadrado | 1           | 12       |
| Camilo Zúñiga           | 1           | 12       |
| Elkin Soto              | 1           | 4        |
| Dayro Moreno            | 1           | 2        |

## Preparación

### Campamento base
En diciembre de 2013, en la Federación Colombiana de Fútbol (FCF) fue confirmado el campamento para el entrenamiento de la Selección Colombia durante el Mundial, el cual sería en Cotia del estado de São Paulo, en la Región Metropolitana de la ciudad de São Paulo, Microrregión de Itapecerica da Serra.
El centro de entrenamiento y hospedaje es el Centro de Formación de Atletas Presidente Laudo Natel propiedad del São Paulo FC área de 220 000 m2 (doscientos veinte mil metros cuadrados), y es considerada la más grande de Brasil, y está a 66.5 kilómetros del Aeropuerto Internacional de São Paulo-Guarulhos, facilidad para viajar a las ciudades sede de los partidos.

### Amistosos previos
| 14 de noviembre de 2013 | Bélgica | 0:2 (0:0) | Colombia                | Estadio Rey Balduino, Bruselas, Bélgica                      |                                                              |
|                         |         | Reporte   | Falcao 50' · Ibarbo 65' | Asistencia: 48 000 espectadores Árbitro(s): Mark Clattenburg | Asistencia: 48 000 espectadores Árbitro(s): Mark Clattenburg |

|  |  |

| 19 de noviembre de 2013 | Países Bajos | 0:0     | Colombia | Amsterdam Arena, Ámsterdam Arena, Países Bajos            |                                                           |
|                         |              | Reporte |          | Asistencia: 50 000 espectadores Árbitro(s): Florian Meyer | Asistencia: 50 000 espectadores Árbitro(s): Florian Meyer |

|  |  |

| 5 de marzo de 2014 | Colombia      | 1:1 (1:1) | Túnez      | Cornellà-El Prat, Barcelona, España                                |                                                                    |
|                    | Rodríguez 20' | Reporte   | Khazri 35' | Asistencia: 6000 espectadores Árbitro(s): Javier Estrada Fernández | Asistencia: 6000 espectadores Árbitro(s): Javier Estrada Fernández |

|  |  |

| 31 de mayo de 2014 | Colombia                  | 2:2 (2:0) | Senegal                | «Nuevo Gasómetro», Buenos Aires, Argentina                |                                                           |
|                    | Gutiérrez 10' · Bacca 44' | Reporte   | Konaté 47' · Ndoye 53' | Asistencia: 10 000 espectadores Árbitro(s): Silvio Trucco | Asistencia: 10 000 espectadores Árbitro(s): Silvio Trucco |

|  |  |

| 6 de junio de 2014 | Colombia                                  | 3:0 (1:0) | Jordania | «Nuevo Gasómetro», Buenos Aires, Argentina           |                                                      |
|                    | Rodríguez 42' · Cuadrado 83' · Guarín 89' | Reporte   |          | Asistencia: 5000 espectadores Árbitro(s): Pablo Díaz | Asistencia: 5000 espectadores Árbitro(s): Pablo Díaz |

|  |  |

## Lista de convocados
El 13 de mayo de 2014, a través del portal web oficial de la Federación Colombiana de Fútbol, se hizo pública la convocatoria preliminar de treinta jugadores de cara al campeonato, que posteriormente fue reducida a 23 jugadores.
| #     | Nombre                  | Posición      | Edad          | PJ Sel        | Goles         | Club              |
| ----- | ----------------------- | ------------- | ------------- | ------------- | ------------- | ----------------- |
| 1     | David Ospina            | Portero       | 25 años       | 44            | 0             | Niza              |
| 12    | Camilo Vargas           | Portero       | 25 años       | 0             | 0             | Santa Fe          |
| 22    | Faryd Mondragón         | Portero       | 42 años       | 50            | 0             | Deportivo Cali    |
| 2     | Cristian Zapata         | Defensa       | 27 años       | 24            | 0             | Milan             |
| 3     | Mario Alberto Yepes     | Defensa       | 38 años       | 98            | 6             | Atalanta          |
| 4     | Santiago Arias          | Defensa       | 22 años       | 6             | 0             | PSV Eindhoven     |
| 7     | Pablo Armero            | Defensa       | 27 años       | 53            | 1             | West Ham United   |
| 16    | Éder Álvarez Balanta    | Defensa       | 21 años       | 3             | 0             | River Plate       |
| 18    | Camilo Zúñiga           | Defensa       | 28 años       | 50            | 1             | Napoli            |
| 23    | Carlos Valdés           | Defensa       | 29 años       | 14            | 2             | San Lorenzo       |
| 5     | Carlos Carbonero        | Mediocampista | 23 años       | 1             | 0             | River Plate       |
| 6     | Carlos Sánchez          | Mediocampista | 28 años       | 44            | 0             | Elche             |
| 8     | Abel Aguilar            | Mediocampista | 29 años       | 49            | 5             | Toulouse          |
| 10    | James Rodríguez         | Mediocampista | 22 años       | 22            | 5             | Mónaco            |
| 11    | Juan Guillermo Cuadrado | Mediocampista | 26 años       | 26            | 4             | Fiorentina        |
| 13    | Freddy Guarín           | Mediocampista | 27 años       | 49            | 4             | Inter de Milán    |
| 14    | Víctor Ibarbo           | Mediocampista | 24 años       | 9             | 1             | Cagliari          |
| 15    | Alexander Mejía         | Mediocampista | 25 años       | 8             | 0             | Atlético Nacional |
| 20    | Juan Fernando Quintero  | Mediocampista | 21 años       | 1             | 0             | Porto             |
| 9     | Teófilo Gutiérrez       | Delantero     | 29 años       | 30            | 12            | River Plate       |
| 17    | Carlos Bacca            | Delantero     | 27 años       | 11            | 3             | Sevilla           |
| 19    | Adrián Ramos            | Delantero     | 28 años       | 26            | 2             | Hertha Berlín     |
| 21    | Jackson Martínez        | Delantero     | 27 años       | 27            | 8             | Porto             |
| D. T. | José Pekerman           | José Pekerman | José Pekerman | José Pekerman | José Pekerman |                   |

De estos treinta jugadores, en primera instancia, el 21 de mayo la Federación Colombiana de Fútbol hizo oficial, por medio de su presidente Luis Bedoya, que descartó a tres jugadores: el defensa Aquivaldo Mosquera y los mediocampistas Elkin Soto y Macnelly Torres. Siete días después, José Pékerman confirmó que el volante Edwin Valencia tampoco iría al mundial debido a una lesión que lo aquejaba. El 2 de junio se anunciaron los tres jugadores que restaban por descartar; de esta manera, el defensor Luis Amaranto Perea, y los delanteros Luis Muriel y Radamel Falcao García quedaron fuera de la lista de 23 jugadores para el torneo. Finalmente el 8 de junio, el técnico Pékerman anunció que solicitaría el cambio de último momento del jugador Aldo Leão Ramírez, quien sufrió un esguince en la rodilla derecha, por Carlos Carbonero del argentino River Plate.
| Nombre                | Posición      | Edad    | PJ Sel | Goles | Club             |
| --------------------- | ------------- | ------- | ------ | ----- | ---------------- |
| Aldo Leão Ramírez     | Mediocampista | 33 años | 29     | 1     | Monarcas Morelia |
| Luis Muriel           | Delantero     | 23 años | 5      | 1     | Udinese          |
| Luis Amaranto Perea   | Defensa       | 35 años | 76     | 0     | Cruz Azul        |
| Radamel Falcao García | Delantero     | 28 años | 51     | 20    | Mónaco           |
| Edwin Valencia        | Mediocampista | 29 años | 15     | 0     | Fluminense       |
| Aquivaldo Mosquera    | Defensa       | 32 años | 31     | 2     | América          |
| Elkin Soto            | Mediocampista | 33 años | 26     | 6     | Maguncia 05      |
| Macnelly Torres       | Mediocampista | 29 años | 38     | 3     | Al-Shabab        |

|  | Convocados en la lista inicial de treinta jugadores y posteriormente descartados. |

## Participación

### Primera fase
| Equipo          | Pts. | PJ | PG | PE | PP | GF | GC | Dif. |
| --------------- | ---- | -- | -- | -- | -- | -- | -- | ---- |
| Colombia        | 9    | 3  | 3  | 0  | 0  | 9  | 2  | 7    |
| Grecia          | 4    | 3  | 1  | 1  | 1  | 2  | 4  | -2   |
| Costa de Marfil | 3    | 3  | 1  | 0  | 2  | 4  | 5  | -1   |
| Japón           | 1    | 3  | 0  | 1  | 2  | 2  | 6  | -4   |

#### Jornada 1: Colombia vs. Grecia
| 1          | POR        | David Ospina            |    |
| 18         | DEF        | Camilo Zúñiga           |    |
| 2          | DEF        | Cristian Zapata         |    |
| 3          | DEF        | Mario Yepes             |    |
| 7          | DEF        | Pablo Armero            | 74 |
| 8          | MED        | Abel Aguilar            | 69 |
| 6          | MED        | Carlos Sánchez          |    |
| 11         | MED        | Juan Guillermo Cuadrado |    |
| 10         | MED        | James Rodríguez         |    |
| 14         | MED        | Víctor Ibarbo           |    |
| 9          | DEL        | Teófilo Gutiérrez       | 76 |
| Entrenador | Entrenador | José Pékerman           |    |

| 1          | POR        | Orestis Karnezis          |    |
| 15         | DEF        | Vasilis Torosidis         |    |
| 4          | DEF        | Kostas Manolas            |    |
| 19         | DEF        | Sokratis Papastathopoulos |    |
| 20         | DEF        | José Holebas              |    |
| 21         | MED        | Kostas Katsouranis        |    |
| 14         | MED        | Dimitris Salpingidis      | 57 |
| 2          | MED        | Giannis Maniatis          |    |
| 8          | MED        | Panagiotis Kone           | 78 |
| 7          | MED        | Georgios Samaras          |    |
| 17         | DEL        | Theofanis Gekas           | 64 |
| Entrenador | Entrenador | Fernando Santos           |    |

| 15 | MED | Alexander Mejía  | 69 |
| 4  | DEF | Santiago Arias   | 74 |
| 21 | DEL | Jackson Martínez | 76 |

| 18 | DEL | Giannis Fetfatzidis | 57 |
| 19 | DEL | Kostas Mitroglou    | 64 |
| 10 | MED | Giorgos Karagounis  | 78 |

| Anotado | 5'    | Pablo Armero      | 1-0 |
| Anotado | 58'   | Teófilo Gutiérrez | 2-0 |
| Anotado | 90+3' | James Rodríguez   | 3-0 |

| Amonestado | 26' | Carlos Sánchez |

| Amonestado | 52' | Sokratis Papastathopoulos |
| Amonestado | 55' | Dimitris Salpingidis      |

| Árbitro             | Geiger Mark     |
| Árbitros asistentes | Hurd Sean       |
| Árbitros asistentes | Fletcher Joe    |
| Cuarto árbitro      | Faghani Alireza |

| 1          | POR        | David Ospina            |    |
| 18         | DEF        | Camilo Zúñiga           |    |
| 2          | DEF        | Cristian Zapata         |    |
| 3          | DEF        | Mario Yepes             |    |
| 7          | DEF        | Pablo Armero            | 74 |
| 8          | MED        | Abel Aguilar            | 69 |
| 6          | MED        | Carlos Sánchez          |    |
| 11         | MED        | Juan Guillermo Cuadrado |    |
| 10         | MED        | James Rodríguez         |    |
| 14         | MED        | Víctor Ibarbo           |    |
| 9          | DEL        | Teófilo Gutiérrez       | 76 |
| Entrenador | Entrenador | José Pékerman           |    |

| 1          | POR        | Orestis Karnezis          |    |
| 15         | DEF        | Vasilis Torosidis         |    |
| 4          | DEF        | Kostas Manolas            |    |
| 19         | DEF        | Sokratis Papastathopoulos |    |
| 20         | DEF        | José Holebas              |    |
| 21         | MED        | Kostas Katsouranis        |    |
| 14         | MED        | Dimitris Salpingidis      | 57 |
| 2          | MED        | Giannis Maniatis          |    |
| 8          | MED        | Panagiotis Kone           | 78 |
| 7          | MED        | Georgios Samaras          |    |
| 17         | DEL        | Theofanis Gekas           | 64 |
| Entrenador | Entrenador | Fernando Santos           |    |

| 15 | MED | Alexander Mejía  | 69 |
| 4  | DEF | Santiago Arias   | 74 |
| 21 | DEL | Jackson Martínez | 76 |

| 18 | DEL | Giannis Fetfatzidis | 57 |
| 19 | DEL | Kostas Mitroglou    | 64 |
| 10 | MED | Giorgos Karagounis  | 78 |

| Anotado | 5'    | Pablo Armero      | 1-0 |
| Anotado | 58'   | Teófilo Gutiérrez | 2-0 |
| Anotado | 90+3' | James Rodríguez   | 3-0 |

| Amonestado | 26' | Carlos Sánchez |

| Amonestado | 52' | Sokratis Papastathopoulos |
| Amonestado | 55' | Dimitris Salpingidis      |

| Árbitro             | Geiger Mark     |
| Árbitros asistentes | Hurd Sean       |
| Árbitros asistentes | Fletcher Joe    |
| Cuarto árbitro      | Faghani Alireza |

| \| Estadísticas \| \| \| \| Tiros \| 12 \| 12 \| \| Tiros a puerta \| 8 \| 7 \| \| Posesión del balón \| 46 % \| 54 % \| \| Faltas \| 19 \| 14 \| \| Saques de esquina \| 4 \| 4 \| \| Penales \| 0 \| 0 \| \| Fueras de juego \| 1 \| 3 \| |                     |                   |
| Estadísticas | Bandera de Colombia | Bandera de Grecia |
| Tiros | 12                  | 12                |
| Tiros a puerta | 8                   | 7                 |
| Posesión del balón | 46 %                | 54 %              |
| Faltas | 19                  | 14                |
| Saques de esquina | 4                   | 4                 |
| Penales | 0                   | 0                 |
| Fueras de juego | 1                   | 3                 |

#### Jornada 2: Colombia vs. Costa de Marfil
| 1          | POR        | David Ospina            |    |
| 18         | DEF        | Camilo Zúñiga           |    |
| 2          | DEF        | Cristián Zapata         |    |
| 3          | DEF        | Mario Yepes             |    |
| 7          | DEF        | Pablo Armero            | 72 |
| 8          | MED        | Abel Aguilar            | 79 |
| 6          | MED        | Carlos Sánchez          |    |
| 11         | MED        | Juan Guillermo Cuadrado |    |
| 10         | MED        | James Rodríguez         |    |
| 14         | MED        | Víctor Ibarbo           | 53 |
| 9          | DEL        | Teófilo Gutiérrez       |    |
| Entrenador | Entrenador | José Pekerman           |    |

| 1          | POR        | Boubacar Barry   |    |
| 17         | DEF        | Serge Aurier     |    |
| 5          | DEF        | Didier Zokora    |    |
| 22         | DEF        | Souleymane Bamba |    |
| 3          | DEF        | Arthur Boka      |    |
| 20         | MED        | Serey Die        | 73 |
| 9          | MED        | Cheick Tioté     |    |
| 10         | MED        | Gervinho         |    |
| 19         | MED        | Yaya Touré       |    |
| 15         | MED        | Max Gradel       | 67 |
| 12         | DEL        | Wilfried Bony    | 60 |
| Entrenador | Entrenador | Sabri Lamouchi   |    |

| 15 | MED | Alexander Mejía        | 79 |
| 20 | MED | Juan Fernando Quintero | 53 |
| 4  | DEF | Santiago Arias         | 72 |

| 11 | DEL | Didier Drogba | 60 |
| 8  | DEL | Salomón Kalou | 67 |
| 6  | DEL | Mathis Bolly  | 73 |

| Anotado | 64' | James Rodríguez        | 1-0 |
| Anotado | 70' | Juan Fernando Quintero | 2-0 |

| Anotado | 73' | Gervinho | 2-1 |

| Árbitro             | Howard Webb       |
| Árbitros asistentes | Michael Mullarkey |
| Árbitros asistentes | Darren Cann       |
| Cuarto árbitro      | Víctor Carrillo   |

| 1          | POR        | David Ospina            |    |
| 18         | DEF        | Camilo Zúñiga           |    |
| 2          | DEF        | Cristián Zapata         |    |
| 3          | DEF        | Mario Yepes             |    |
| 7          | DEF        | Pablo Armero            | 72 |
| 8          | MED        | Abel Aguilar            | 79 |
| 6          | MED        | Carlos Sánchez          |    |
| 11         | MED        | Juan Guillermo Cuadrado |    |
| 10         | MED        | James Rodríguez         |    |
| 14         | MED        | Víctor Ibarbo           | 53 |
| 9          | DEL        | Teófilo Gutiérrez       |    |
| Entrenador | Entrenador | José Pekerman           |    |

| 1          | POR        | Boubacar Barry   |    |
| 17         | DEF        | Serge Aurier     |    |
| 5          | DEF        | Didier Zokora    |    |
| 22         | DEF        | Souleymane Bamba |    |
| 3          | DEF        | Arthur Boka      |    |
| 20         | MED        | Serey Die        | 73 |
| 9          | MED        | Cheick Tioté     |    |
| 10         | MED        | Gervinho         |    |
| 19         | MED        | Yaya Touré       |    |
| 15         | MED        | Max Gradel       | 67 |
| 12         | DEL        | Wilfried Bony    | 60 |
| Entrenador | Entrenador | Sabri Lamouchi   |    |

| 15 | MED | Alexander Mejía        | 79 |
| 20 | MED | Juan Fernando Quintero | 53 |
| 4  | DEF | Santiago Arias         | 72 |

| 11 | DEL | Didier Drogba | 60 |
| 8  | DEL | Salomón Kalou | 67 |
| 6  | DEL | Mathis Bolly  | 73 |

| Anotado | 64' | James Rodríguez        | 1-0 |
| Anotado | 70' | Juan Fernando Quintero | 2-0 |

| Anotado | 73' | Gervinho | 2-1 |

| Árbitro             | Howard Webb       |
| Árbitros asistentes | Michael Mullarkey |
| Árbitros asistentes | Darren Cann       |
| Cuarto árbitro      | Víctor Carrillo   |

| \| Estadísticas \| \| \| \| Tiros \| 11 \| 15 \| \| Tiros a puerta \| 8 \| 12 \| \| Posesión del balón \| 44 % \| 56 % \| \| Faltas \| 11 \| 14 \| \| Saques de esquina \| 5 \| 5 \| \| Penales \| 0 \| 0 \| \| Fueras de juego \| 3 \| 2 \| | Alineación inicial  |                            |
| Estadísticas | Bandera de Colombia | Bandera de Costa de Marfil |
| Tiros | 11                  | 15                         |
| Tiros a puerta | 8                   | 12                         |
| Posesión del balón | 44 %                | 56 %                       |
| Faltas | 11                  | 14                         |
| Saques de esquina | 5                   | 5                          |
| Penales | 0                   | 0                          |
| Fueras de juego | 3                   | 2                          |

#### Jornada 3: Colombia vs. Japón
| 1          | POR        | David Ospina            | 85 |
| 4          | DEF        | Santiago Arias          |    |
| 23         | DEF        | Carlos Valdés           |    |
| 16         | DEF        | Éder Álvarez Balanta    |    |
| 7          | DEF        | Pablo Armero            |    |
| 11         | MED        | Juan Guillermo Cuadrado | 46 |
| 15         | MED        | Alexander Mejía         |    |
| 13         | MED        | Fredy Guarín            |    |
| 20         | MED        | Juan Fernando Quintero  | 46 |
| 21         | DEL        | Jackson Martínez        |    |
| 19         | DEL        | Adrián Ramos            |    |
| Entrenador | Entrenador | José Néstor Pékerman    |    |

| 1          | POR        | Eiji Kawashima     |    |
| 2          | DEF        | Atsuto Uchida      |    |
| 22         | DEF        | Maya Yoshida       |    |
| 15         | DEF        | Yasuyuki Konno     |    |
| 5          | DEF        | Yūto Nagatomo      |    |
| 14         | MED        | Toshihiro Aoyama   | 62 |
| 17         | MED        | Makoto Hasebe      |    |
| 9          | MED        | Shinji Okazaki     | 69 |
| 4          | MED        | Keisuke Honda      |    |
| 10         | MED        | Shinji Kagawa      | 85 |
| 13         | DEL        | Yoshito Ōkubo      |    |
| Entrenador | Entrenador | Alberto Zaccheroni |    |

| 10 | MED | James Rodríguez  | 46 |
| 5  | MED | Carlos Carbonero | 46 |
| 22 | POR | Faryd Mondragón  | 85 |

| 16 | MED | Hotaru Yamaguchi  | 62 |
| 11 | DEL | Yoichiro Kakitani | 69 |
| 8  | DEL | Hiroshi Kiyotake  | 85 |

| Anotado | 17' | Juan Guillermo Cuadrado | 1-0 |
| Anotado | 55' | Jackson Martínez        | 2-1 |
| Anotado | 82' | Jackson Martínez        | 3-1 |
| Anotado | 90' | James Rodríguez         | 4-1 |

| Anotado | 45+1' | Shinji Okazaki | 1-1 |

| Amonestado | 63' | Fredy Guarín |

| Amonestado | 16' | Yasuyuki Konno |

| Árbitro             | Pedro Proença   |
| Árbitros asistentes | Bertino Miranda |
| Árbitros asistentes | José Trigo      |
| Cuarto árbitro      | Roberto Moreno  |

| 1          | POR        | David Ospina            | 85 |
| 4          | DEF        | Santiago Arias          |    |
| 23         | DEF        | Carlos Valdés           |    |
| 16         | DEF        | Éder Álvarez Balanta    |    |
| 7          | DEF        | Pablo Armero            |    |
| 11         | MED        | Juan Guillermo Cuadrado | 46 |
| 15         | MED        | Alexander Mejía         |    |
| 13         | MED        | Fredy Guarín            |    |
| 20         | MED        | Juan Fernando Quintero  | 46 |
| 21         | DEL        | Jackson Martínez        |    |
| 19         | DEL        | Adrián Ramos            |    |
| Entrenador | Entrenador | José Néstor Pékerman    |    |

| 1          | POR        | Eiji Kawashima     |    |
| 2          | DEF        | Atsuto Uchida      |    |
| 22         | DEF        | Maya Yoshida       |    |
| 15         | DEF        | Yasuyuki Konno     |    |
| 5          | DEF        | Yūto Nagatomo      |    |
| 14         | MED        | Toshihiro Aoyama   | 62 |
| 17         | MED        | Makoto Hasebe      |    |
| 9          | MED        | Shinji Okazaki     | 69 |
| 4          | MED        | Keisuke Honda      |    |
| 10         | MED        | Shinji Kagawa      | 85 |
| 13         | DEL        | Yoshito Ōkubo      |    |
| Entrenador | Entrenador | Alberto Zaccheroni |    |

| 10 | MED | James Rodríguez  | 46 |
| 5  | MED | Carlos Carbonero | 46 |
| 22 | POR | Faryd Mondragón  | 85 |

| 16 | MED | Hotaru Yamaguchi  | 62 |
| 11 | DEL | Yoichiro Kakitani | 69 |
| 8  | DEL | Hiroshi Kiyotake  | 85 |

| Anotado | 17' | Juan Guillermo Cuadrado | 1-0 |
| Anotado | 55' | Jackson Martínez        | 2-1 |
| Anotado | 82' | Jackson Martínez        | 3-1 |
| Anotado | 90' | James Rodríguez         | 4-1 |

| Anotado | 45+1' | Shinji Okazaki | 1-1 |

| Amonestado | 63' | Fredy Guarín |

| Amonestado | 16' | Yasuyuki Konno |

| Árbitro             | Pedro Proença   |
| Árbitros asistentes | Bertino Miranda |
| Árbitros asistentes | José Trigo      |
| Cuarto árbitro      | Roberto Moreno  |

| \| Estadísticas \| \| \| \| Tiros \| 23 \| 13 \| \| Tiros a puerta \| 13 \| 9 \| \| Posesión del balón \| 56 % \| 44 % \| \| Faltas \| 10 \| 19 \| \| Saques de esquina \| 9 \| 2 \| \| Penales \| 0 \| 1 \| \| Fueras de juego \| 0 \| 2 \| | Alineación inicial |                     |
| Estadísticas | Bandera de Japón   | Bandera de Colombia |
| Tiros | 23                 | 13                  |
| Tiros a puerta | 13                 | 9                   |
| Posesión del balón | 56 %               | 44 %                |
| Faltas | 10                 | 19                  |
| Saques de esquina | 9                  | 2                   |
| Penales | 0                  | 1                   |
| Fueras de juego | 0                  | 2                   |

### Octavos de final

#### Jornada 4: Colombia vs. Uruguay
| 1          | POR        | David Ospina            |  |
| 18         | DEF        | Camilo Zúñiga           |  |
| 2          | DEF        | Cristián Zapata         |  |
| 3          | DEF        | Mario Yepes             |  |
| 7          | DEF        | Pablo Armero            |  |
| 11         | MED        | Juan Guillermo Cuadrado |  |
| 6          | MED        | Carlos Sánchez          |  |
| 8          | MED        | Abel Aguilar            |  |
| 10         | MED        | James Rodríguez         |  |
| 9          | DEL        | Teófilo Gutiérrez       |  |
| 21         | DEL        | Jackson Martínez        |  |
| Entrenador | Entrenador | José Pékerman           |  |

| 1          | POR        | Fernando Muslera         |  |
| 22         | DEF        | Martín Cáceres           |  |
| 3          | DEF        | Diego Godín              |  |
| 13         | DEF        | José María Giménez       |  |
| 6          | DEF        | Álvaro Pereira           |  |
| 16         | MED        | Maxi Pereira             |  |
| 20         | MED        | Álvaro González          |  |
| 17         | MED        | Egidio Arévalo Ríos      |  |
| 7          | MED        | Cristian Rodríguez       |  |
| 10         | DEL        | Diego Forlán             |  |
| 21         | DEL        | Edinson Cavani           |  |
| Entrenador | Entrenador | Óscar Washington Tabárez |  |

| 15 | MED | Alexander Mejía | 68' |
| 13 | MED | Fredy Guarín    | 81' |
| 19 | DEL | Adrián Ramos    | 85' |

| 11 | DEL | Christian Stuani | 68' |
| 15 | MED | Gastón Ramírez   | 68' |
| 15 | DEL | Abel Hernández   | 68' |

| Amonestado | 78' | Pablo Armero |

| Amonestado | 55' | José María Giménez |
| Amonestado | 77' | Diego Lugano       |

| Anotado | 28' | James Rodríguez | 1-0 |
| Anotado | 50' | James Rodríguez | 2-0 |

| Árbitro             | Björn Kuipers     |
| Árbitros asistentes | Sander van Roekel |
| Árbitros asistentes | Erwin Zeinstra    |
| Cuarto árbitro      | Svein Oddvar Moen |
| Quinto árbitro      | Kim Haglund       |

| 1          | POR        | David Ospina            |  |
| 18         | DEF        | Camilo Zúñiga           |  |
| 2          | DEF        | Cristián Zapata         |  |
| 3          | DEF        | Mario Yepes             |  |
| 7          | DEF        | Pablo Armero            |  |
| 11         | MED        | Juan Guillermo Cuadrado |  |
| 6          | MED        | Carlos Sánchez          |  |
| 8          | MED        | Abel Aguilar            |  |
| 10         | MED        | James Rodríguez         |  |
| 9          | DEL        | Teófilo Gutiérrez       |  |
| 21         | DEL        | Jackson Martínez        |  |
| Entrenador | Entrenador | José Pékerman           |  |

| 1          | POR        | Fernando Muslera         |  |
| 22         | DEF        | Martín Cáceres           |  |
| 3          | DEF        | Diego Godín              |  |
| 13         | DEF        | José María Giménez       |  |
| 6          | DEF        | Álvaro Pereira           |  |
| 16         | MED        | Maxi Pereira             |  |
| 20         | MED        | Álvaro González          |  |
| 17         | MED        | Egidio Arévalo Ríos      |  |
| 7          | MED        | Cristian Rodríguez       |  |
| 10         | DEL        | Diego Forlán             |  |
| 21         | DEL        | Edinson Cavani           |  |
| Entrenador | Entrenador | Óscar Washington Tabárez |  |

| 15 | MED | Alexander Mejía | 68' |
| 13 | MED | Fredy Guarín    | 81' |
| 19 | DEL | Adrián Ramos    | 85' |

| 11 | DEL | Christian Stuani | 68' |
| 15 | MED | Gastón Ramírez   | 68' |
| 15 | DEL | Abel Hernández   | 68' |

| Amonestado | 78' | Pablo Armero |

| Amonestado | 55' | José María Giménez |
| Amonestado | 77' | Diego Lugano       |

| Anotado | 28' | James Rodríguez | 1-0 |
| Anotado | 50' | James Rodríguez | 2-0 |

| Árbitro             | Björn Kuipers     |
| Árbitros asistentes | Sander van Roekel |
| Árbitros asistentes | Erwin Zeinstra    |
| Cuarto árbitro      | Svein Oddvar Moen |
| Quinto árbitro      | Kim Haglund       |

|  |

| \| Estadísticas \| \| \| \| Tiros \| 10 \| 18 \| \| Tiros al arco \| 8 \| 13 \| \| Faltas \| 19 \| 17 \| \| Saques de esquina \| 3 \| 7 \| \| Penales \| 0 \| 0 \| \| Fueras de juego \| 1 \| 1 \| \| Posesión del balón \| 51 % \| 49 % \| |                     |                    |
| Estadísticas | Bandera de Colombia | Bandera de Uruguay |
| Tiros | 10                  | 18                 |
| Tiros al arco | 8                   | 13                 |
| Faltas | 19                  | 17                 |
| Saques de esquina | 3                   | 7                  |
| Penales | 0                   | 0                  |
| Fueras de juego | 1                   | 1                  |
| Posesión del balón | 51 %                | 49 %               |

### Cuartos de final

#### Jornada 5: Brasil vs. Colombia
| 12         | POR        | Júlio César         |         |  |
| 23         | DEF        | Maicon Douglas      |         |  |
| 3          | DEF        | Thiago Silva        | Capitán |  |
| 4          | DEF        | David Luiz          |         |  |
| 6          | DEF        | Marcelo Vieira      |         |  |
| 5          | MED        | Fernando Rosa       |         |  |
| 8          | MED        | Paulinho 86         |         |  |
| 7          | MED        | Hulk 83             |         |  |
| 11         | MED        | Oscar               |         |  |
| 10         | MED        | Neymar 88           |         |  |
| 9          | DEL        | Fred                |         |  |
| Entrenador | Entrenador | Luiz Felipe Scolari |         |  |

| 1          | POR        | David Ospina         |         |  |
| 18         | DEF        | Camilo Zúñiga        |         |  |
| 2          | DEF        | Cristián Zapata      |         |  |
| 3          | DEF        | Mario Yepes          | Capitán |  |
| 7          | DEF        | Pablo Armero         |         |  |
| 11         | MED        | Juan Cuadrado 80     |         |  |
| 13         | MED        | Fredy Guarín         |         |  |
| 6          | MED        | Carlos Sánchez       |         |  |
| 14         | MED        | Víctor Ibarbo 46     |         |  |
| 10         | DEL        | James Rodríguez      |         |  |
| 9          | DEL        | Teófilo Gutiérrez 70 |         |  |
| Entrenador | Entrenador | José Pekerman        |         |  |

| 11 | MED | Hernanes      | 86 |
| 12 | MED | Ramires       | 83 |
| 13 | DEF | Henrique Buss | 72 |

| 11 | DEL | Adrián Ramos           | 46 |
| 12 | DEL | Carlos Bacca           | 70 |
| 13 | DEL | Juan Fernando Quintero | 80 |

| Amonestado | 64' | Thiago Silva |
| Amonestado | 78' | Júlio César  |

| Amonestado | 67' | James Rodríguez |
| Amonestado | 69' | Mario Yepes     |

| Anotado | 7'  | Thiago Silva |
| Anotado | 69' | David Luiz   |

| Anotado | 80' | James Rodríguez |

| Árbitro             | Carlos Velasco    |
| Árbitros asistentes | Roberto Fernández |
| Árbitros asistentes | Juan Carlos Yuste |
| Cuarto árbitro      | Svein Moen        |

| 12         | POR        | Júlio César         |         |  |
| 23         | DEF        | Maicon Douglas      |         |  |
| 3          | DEF        | Thiago Silva        | Capitán |  |
| 4          | DEF        | David Luiz          |         |  |
| 6          | DEF        | Marcelo Vieira      |         |  |
| 5          | MED        | Fernando Rosa       |         |  |
| 8          | MED        | Paulinho 86         |         |  |
| 7          | MED        | Hulk 83             |         |  |
| 11         | MED        | Oscar               |         |  |
| 10         | MED        | Neymar 88           |         |  |
| 9          | DEL        | Fred                |         |  |
| Entrenador | Entrenador | Luiz Felipe Scolari |         |  |

| 1          | POR        | David Ospina         |         |  |
| 18         | DEF        | Camilo Zúñiga        |         |  |
| 2          | DEF        | Cristián Zapata      |         |  |
| 3          | DEF        | Mario Yepes          | Capitán |  |
| 7          | DEF        | Pablo Armero         |         |  |
| 11         | MED        | Juan Cuadrado 80     |         |  |
| 13         | MED        | Fredy Guarín         |         |  |
| 6          | MED        | Carlos Sánchez       |         |  |
| 14         | MED        | Víctor Ibarbo 46     |         |  |
| 10         | DEL        | James Rodríguez      |         |  |
| 9          | DEL        | Teófilo Gutiérrez 70 |         |  |
| Entrenador | Entrenador | José Pekerman        |         |  |

| 11 | MED | Hernanes      | 86 |
| 12 | MED | Ramires       | 83 |
| 13 | DEF | Henrique Buss | 72 |

| 11 | DEL | Adrián Ramos           | 46 |
| 12 | DEL | Carlos Bacca           | 70 |
| 13 | DEL | Juan Fernando Quintero | 80 |

| Amonestado | 64' | Thiago Silva |
| Amonestado | 78' | Júlio César  |

| Amonestado | 67' | James Rodríguez |
| Amonestado | 69' | Mario Yepes     |

| Anotado | 7'  | Thiago Silva |
| Anotado | 69' | David Luiz   |

| Anotado | 80' | James Rodríguez |

| Árbitro             | Carlos Velasco    |
| Árbitros asistentes | Roberto Fernández |
| Árbitros asistentes | Juan Carlos Yuste |
| Cuarto árbitro      | Svein Moen        |

|  |

| \| Estadísticas \| \| \| \| Tiros \| 12 \| 11 \| \| Tiros al arco \| 6 \| 5 \| \| Faltas \| 31 \| 23 \| \| Saques de esquina \| 4 \| 6 \| \| Penales \| 0 \| 1 \| \| Fueras de juego \| 0 \| 3 \| \| Posesión del balón \| 56 % \| 44 % \| |                   |                     |
| Estadísticas | Bandera de Brasil | Bandera de Colombia |
| Tiros | 12                | 11                  |
| Tiros al arco | 6                 | 5                   |
| Faltas | 31                | 23                  |
| Saques de esquina | 4                 | 6                   |
| Penales | 0                 | 1                   |
| Fueras de juego | 0                 | 3                   |
| Posesión del balón | 56 %              | 44 %                |

## Goleadores
| Jugador                 | Goles anotados | Asis. | PJ | Minutos jugados |
| James Rodríguez         | 6              | 2     | 5  | 309'            |
| ----------------------- | -------------- | ----- | -- | --------------- |
| Jackson Martínez        | 2              | 0     | 3  | 194'            |
| Juan Guillermo Cuadrado | 1              | 4     | 5  | 387'            |
| Teófilo Gutiérrez       | 1              | 1     | 4  | 304'            |
| Juan Fernando Quintero  | 1              | 0     | 3  | 93'             |
| Pablo Armero            | 1              | 0     | 5  | 416'            |
| Abel Aguilar            | 0              | 2     | 3  | 238'            |
| Adrian Ramos            | 0              | 1     | 3  | 139'            |

## Uniforme
Para la Copa Mundial de Fútbol de 2014 los uniformes de Colombia son confeccionados por la multinacional alemana Adidas. 
| Proveedor                | Proveedor |
| Ubicación                | Marca     |
| ------------------------ | --------- |
| Pecho, pantalón y medias | Adidas    |

#### Uniformes
| Uniforme                                                    | Jugadores de campo  | Jugadores de campo | Entrenamiento | Entrenamiento |
| Uniforme                                                    | Titular             | Alternativo        | Primero       | Segundo       |
| ----------------------------------------------------------- | ------------------- | ------------------ | ------------- | ------------- |
| Imagen                                                      |                     |                    |               |               |
| Partidos utilizado                                          | 4                   | 1                  | -             | -             |
| Primer partido                                              | 14 de junio de 2014 | 4 de julio de 2014 | -             | -             |
| Último partido                                              | 28 de junio de 2014 | 4 de julio de 2014 | -             | -             |
| Actualizado al último partido jugado el: 4 de julio de 2014 |                     |                    |               |               |

#### Uniformes de arquero
| Uniforme                                                    | Arquero             | Arquero             | Arquero             |
| Uniforme                                                    | Primero             | Segundo             |                     |
| ----------------------------------------------------------- | ------------------- | ------------------- | ------------------- |
| Imagen                                                      |                     |                     |                     |
| Partidos utilizado                                          | 2                   | 2                   | 1                   |
| Primer partido                                              | 14 de junio de 2014 | 19 de junio de 2014 | 28 de junio de 2014 |
| Último partido                                              | 24 de junio de 2014 | 4 de julio de 2014  | 28 de junio de 2014 |
| Actualizado al ultimo partido jugado el: 4 de julio de 2014 |                     |                     |                     |